# Elecciones generales de Nicaragua de 1974
Las elecciones generales de Nicaragua de 1974 se llevaron a cabo el 1 de septiembre para escoger a un Presidente, el Senado y la Cámara de Diputados. Fueron las últimas elecciones del régimen somocista y, por lo tanto, Anastasio Somoza Debayle fue elegido para un mandato de seis años con casi el 92 % de los votos.
La elección de 1974 se caracterizó por el abstencionismo. No hubo incidentes durante la jornada electoral; de hecho, muy pocas personas fueron a las urnas, esto a pesar del hecho de que el Tribunal Supremo de Elecciones informó que el registro de votantes era de 1 152 268 ciudadanos o el 60.8 % de la población total de Nicaragua, que es casi 240 000 más que el número de ciudadanos mayores de 18 años según lo informado por el Censo de 1971. los resultados oficiales enumeran 733 662 votos para Somoza y 66 320 para el líder de una facción del Partido Conservador que estaba contra Somoza. El porcentaje total de votos emitidos de acuerdo con cifras oficiales fue de aproximadamente el 69 %. Técnicamente Somoza ganó con 733 662 de 815 758 votos emitidos, cifra que resultó controvertida y cuestionada por los disidentes.
Somoza no completaría el mandato, pues la dictadura sería depuesta en 1979.